# Corbère
Corbère är en kommun i departementet Pyrénées-Orientales i regionen Occitanien i södra Frankrike. Kommunen ligger i kantonen Millas som tillhör arrondissementet Perpignan. År 2022 hade Corbère 780 invånare.

## Befolkningsutveckling
Antalet invånare i kommunen Corbère
| Referens: INSEE |